# Baldwin Locomotive Works
Baldwin Locomotive Works was een van de grootste fabrikanten van locomotieven in de Verenigde Staten. Baldwin is vooral bekend geworden door zijn stoomlocomotieven.

## Het begin
In 1825 startte Matthias Baldwin in Philadelphia een bedrijfje dat machines maakte voor drukkerijen. Voor eigen gebruik bouwde hij een motor en deze was zo succesvol dat hij al gauw exemplaren ging maken voor andere bedrijven. Zijn eerste stap op spoorweggebied was een miniatuurlocomotief voor een museum. Omdat deze locomotief erg goed in elkaar zat, kreeg hij de opdracht om een echte locomotief te bouwen. Op basis van de John Bull, een stoomlocomotief uit Engeland, ontwikkelde hij de Old Ironsides. Deze stoomlocomotief werd in 1832 afgeleverd en heeft 20 jaar dienstgedaan. Dit was het begin van een periode van groei die uiteindelijke leidde tot de positie van marktleider op het gebied van stoomlocomotieven.

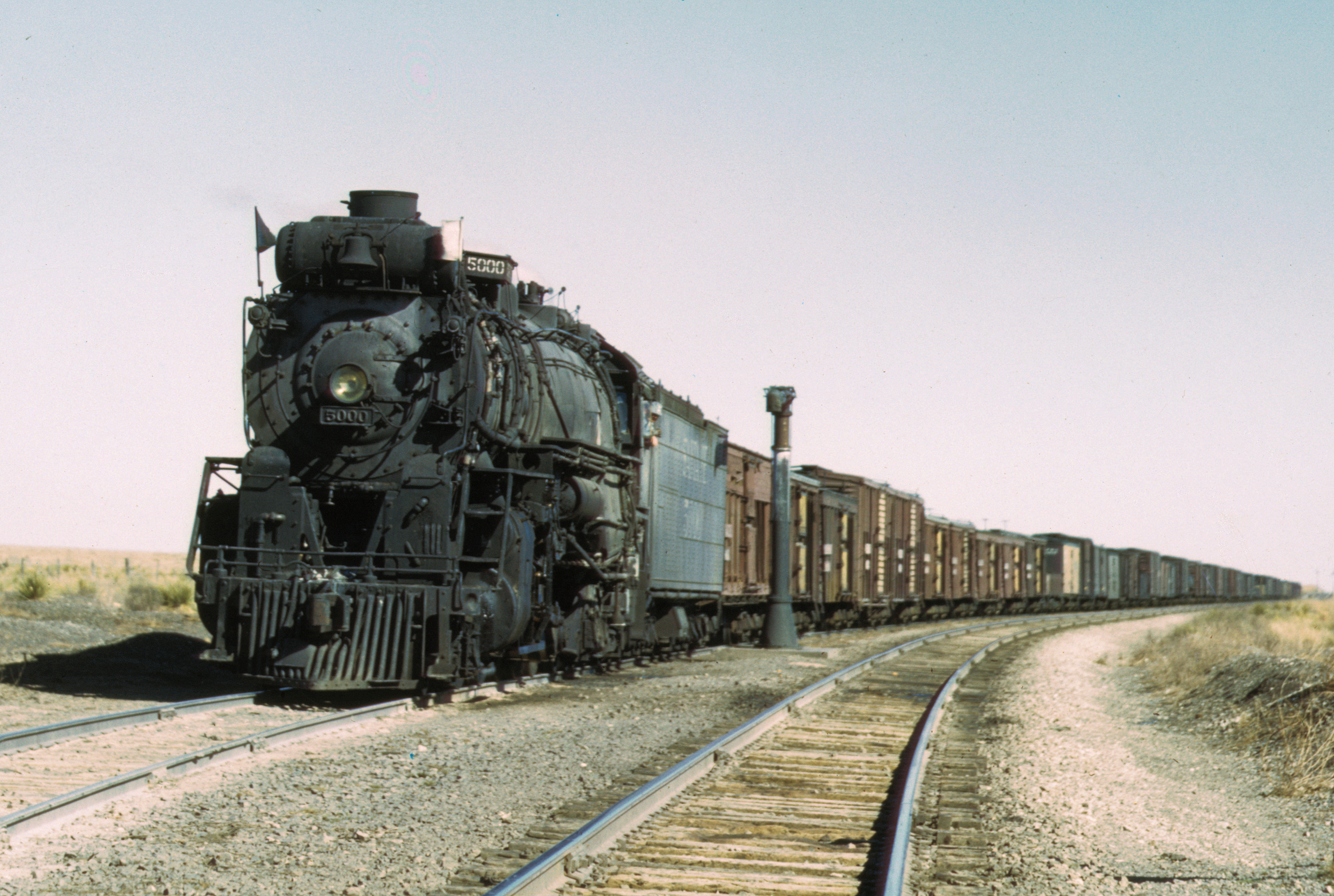
Atchison, Topeka and Santa Fe Railway 2-10-4 stoomlocomotief nr 5000 "Madame Queen" wacht op een tegemoetkomende trein. Ricardo, New Mexico, maart 1943.

## Groei
Omdat de fabriek in Philadelphia te klein werd, verhuisde Baldwin Locomotive Works in 1906 deels naar een nieuw onderkomen in Eddystone. In 1928 werd de gehele productie naar Eddystone verplaatst.
Naast stoomlocomotieven was Baldwin ook actief in de productie van elektrische locs. Samen met Westinghouse bouwde Baldwin diverse machines voor de New York, New Haven and Hartford Railroad en de Pennsylvania Railroad. Ook hebben ze na de Tweede Wereldoorlog het ontwerp en diverse onderdelen geleverd van de 1200-serie en de 2200-serie van de Nederlandse Spoorwegen.
Baldwin heeft na de oorlog tevens gezocht naar een nieuwe vorm van brandstof: elektrische locomotieven die gebruik maakten van kolen. Helaas bleken de testmodellen weinig betrouwbaar. Te veel storingen en te hoge onderhoudskosten beëindigden deze experimenten.
Op het gebied van diesellocomotieven bleef Baldwin achter op de concurrentie. In 1939 produceerden ze hun eerste rangeerdiesel. Aan de ontwikkeling van hoofdlijndiesels kwam Baldwin niet toe, omdat de Amerikaanse overheid hen verplichtte om tijdens de oorlog alleen stoomlocomotieven en rangeerdiesels te bouwen. Net als bij de American Locomotive Company (Alco) liep ook Baldwin daardoor een achterstand op ten opzichte van Electro-Motive Division (EMD), dat wél mainline diesels mocht bouwen.

## Neergang
Na afloop van de oorlog startte Baldwin met de uitbouw van het dieselprogramma, maar het lukte hen niet om succesvolle locomotieven te bouwen voor gebruik op de hoofdlijnen. Het marktaandeel van Baldwin zakte steeds verder weg. In 1950 fuseerde het bedrijf met een andere kwakkelende fabrikant tot Baldwin-Lima-Hamilton. In 1953 stopte Westinghouse met de productie van elektrische componenten en was Baldwin aangewezen op General Electric. Drie jaar later moest Baldwin uiteindelijk de fabriekspoorten sluiten.